# Monumento ai Martiri di Belfiore
Il monumento ai Martiri di Belfiore è stato innalzato per commemorare i patrioti del Risorgimento italiano che furono giustiziati tra il 1851 e il 1855 sulla riva meridionale del lago Superiore nella valletta di Belfiore situata all'epoca nel territorio del comune di Curtatone e attualmente di Mantova.

## Storia
Nel ventennale dell'eccidio di don Enrico Tazzoli, dott. Carlo Poma, Bernardo Canal, Angelo Scarsellini e Giovanni Zambelli, il 7 dicembre 1872 fu inaugurato al centro di Piazza Sordello, posto su una collinetta, un monumento che racchiudeva le spoglie dei Martiri. Contemporaneamente un cippo di marmo bianco di Verona fu posto sul luogo dell'esecuzione in Valletta Belfiore. Il monumento fu profanato da ignoti al punto che, restaurato, fu inaugurato nuovamente il 5 giugno 1887.
Il 27 settembre 1930 il monumento di piazza Sordello fu smantellato per riportare la piazza allo stato originario. Il monumento fu diviso e le parti destinate in vari luoghi: il sarcofago contenente le reliquie fu trasferito nella chiesa di San Sebastiano trasformata in Famedio e la statua del Genio dell`Umanità fu posta nel Cortile d'Onore del Palazzo Ducale.
Nel 2002, 150º anniversario, il monumento fu restaurato e ricomposto nei giardini della valletta di Belfiore e inaugurato solennemente il 20 novembre dal presidente della Repubblica Carlo Azeglio Ciampi.

## Descrizione

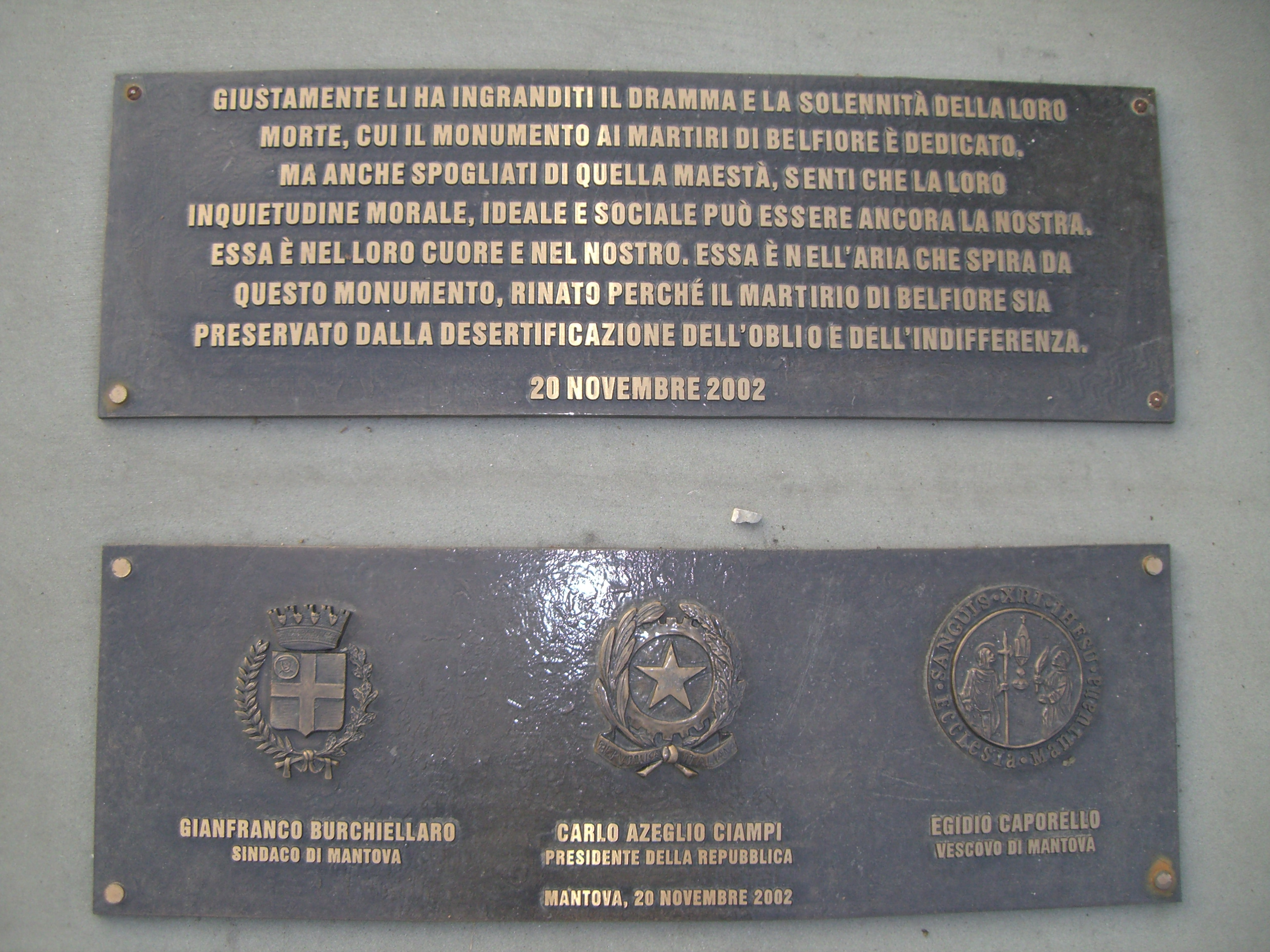
Targa commemorativa del 2002

Il monumento, opera scolpita in marmo di Carrara di Pasquale Miglioretti, è costituito da un sarcofago con raffigurati in bassorilievo, ai lati, i Martiri di Belfiore in forma di medaglioni. Questa basamento con un elemento di forma piramidale si raccorda con la statua raffigurante il Genio dell`Umanità evocato da una lapide posta sulla base:
GENIO DELL'UMANITA'

SUI PALCHI MICIDIALI E LE URNE FECONDE

SORGI CUSTODE

LE VIE ANGUSTE CONTESE LUNGHE DELLA GIUSTIZIA

SPECULA E ADDITA

IL LIDO SOSPIRATO E TEMUTO DELLA FRATELLANZA

FORTE POSSIEDI

DELL'AFFACENDATO CONVIVIO DEI REDENTI

NUNCIO DI QUESTI MARTIRI

AMA VEGLIA TRIONFA
Oltre alle effigi degli undici martiri, una targa marmorea ricorda Attilio Mori:
IL TEMPO E LA MORTE

NON RUBINO AL CUORE DELLA POSTERITÀ

ATTILIO MORI

DEGNO OSPITE DELLA CONGIURA

LA NOTTE DEL II NOVEMBRE MDCCCLI

NE QUANT'ALTRI EBBE COMPLICI

L'INVINCIBILE IDEA

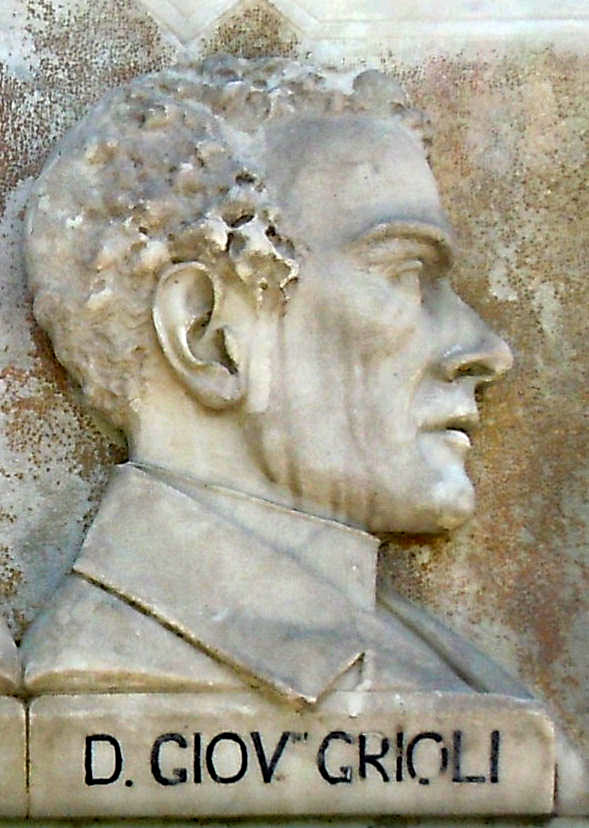
Don Giovanni Grioli
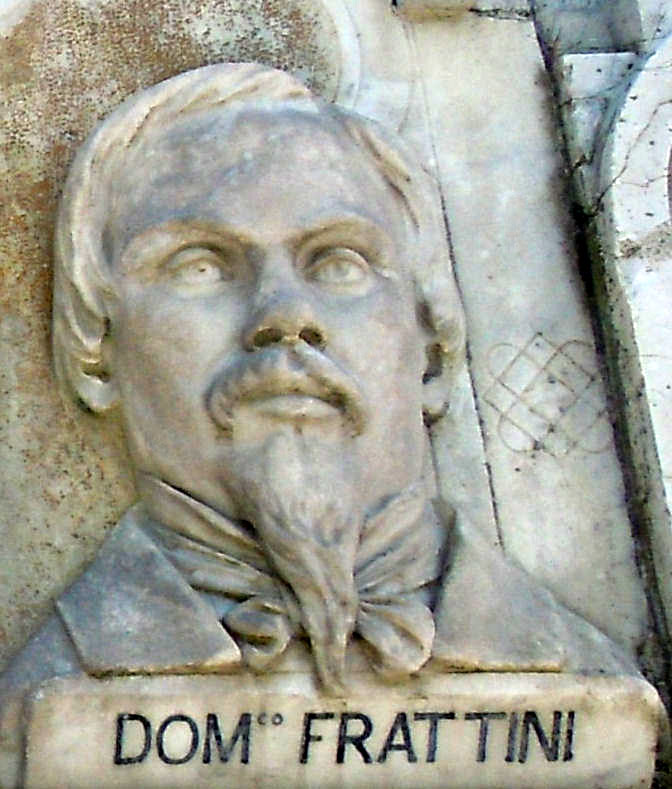
Pietro Frattini
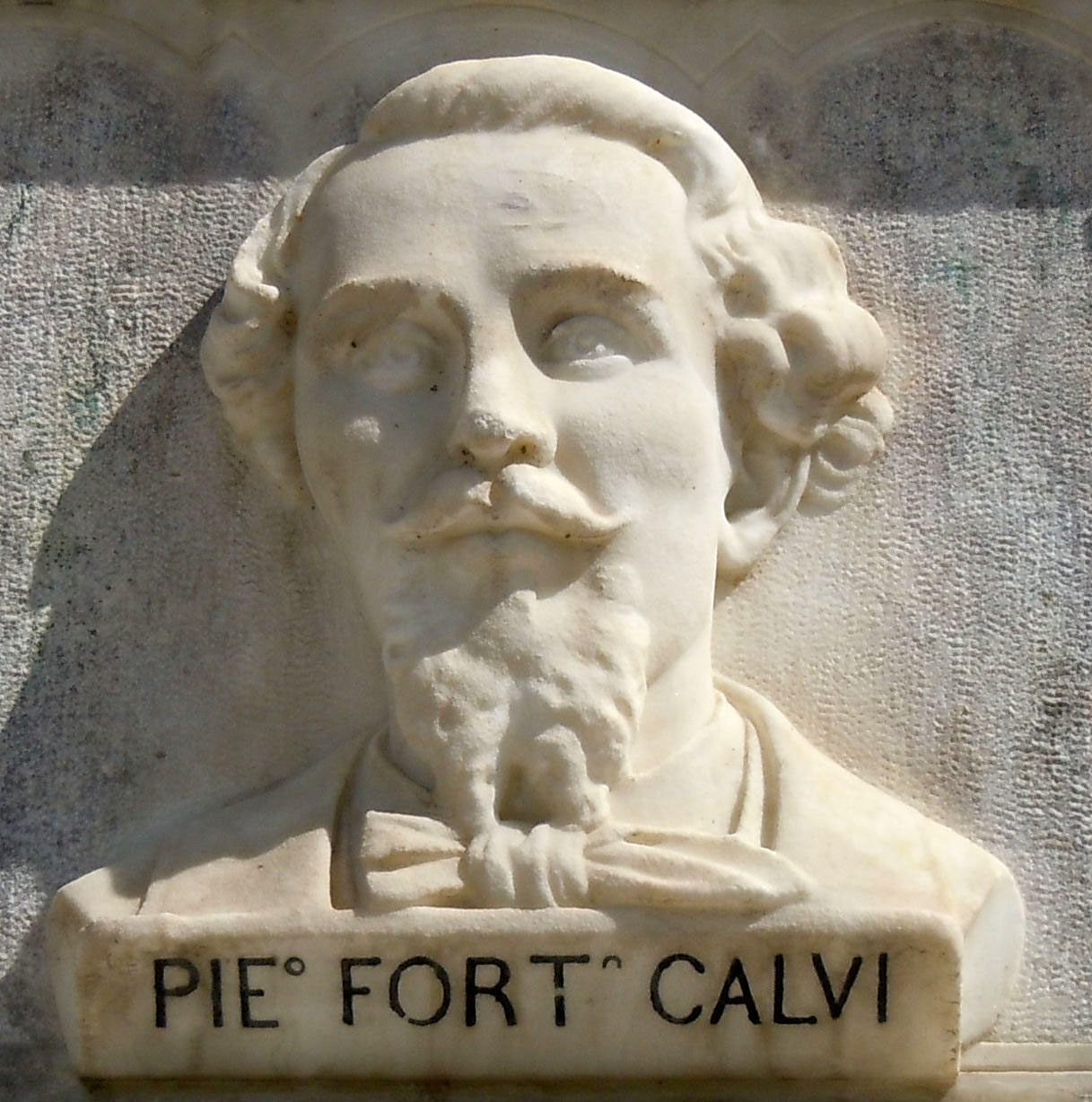
Pietro Fortunato Calvi
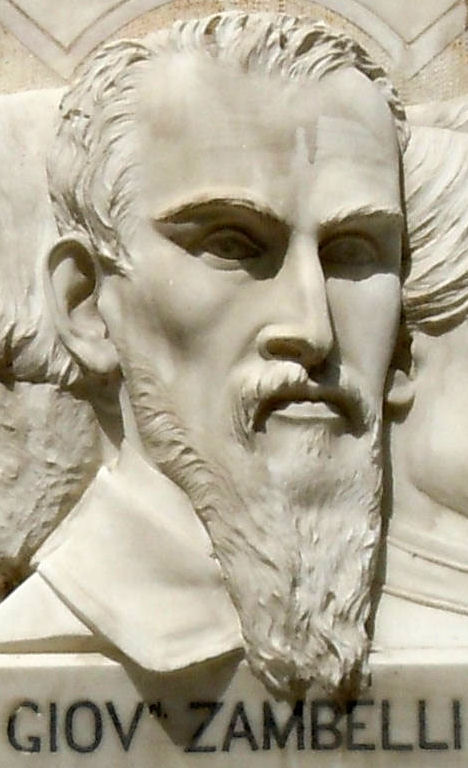
Giovanni Zambelli
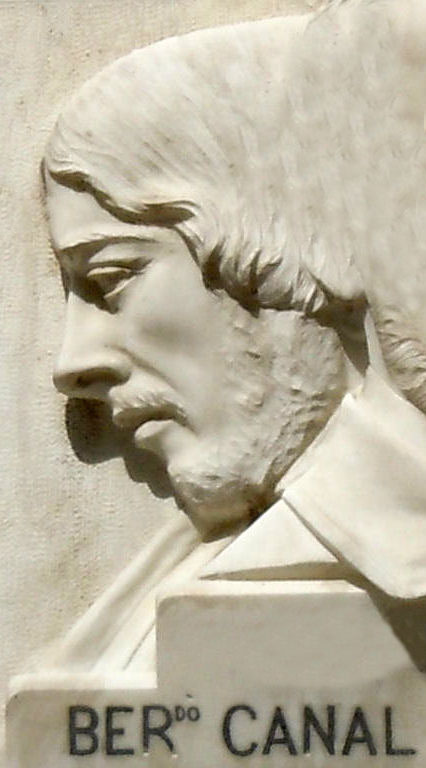
Bernardo Canal
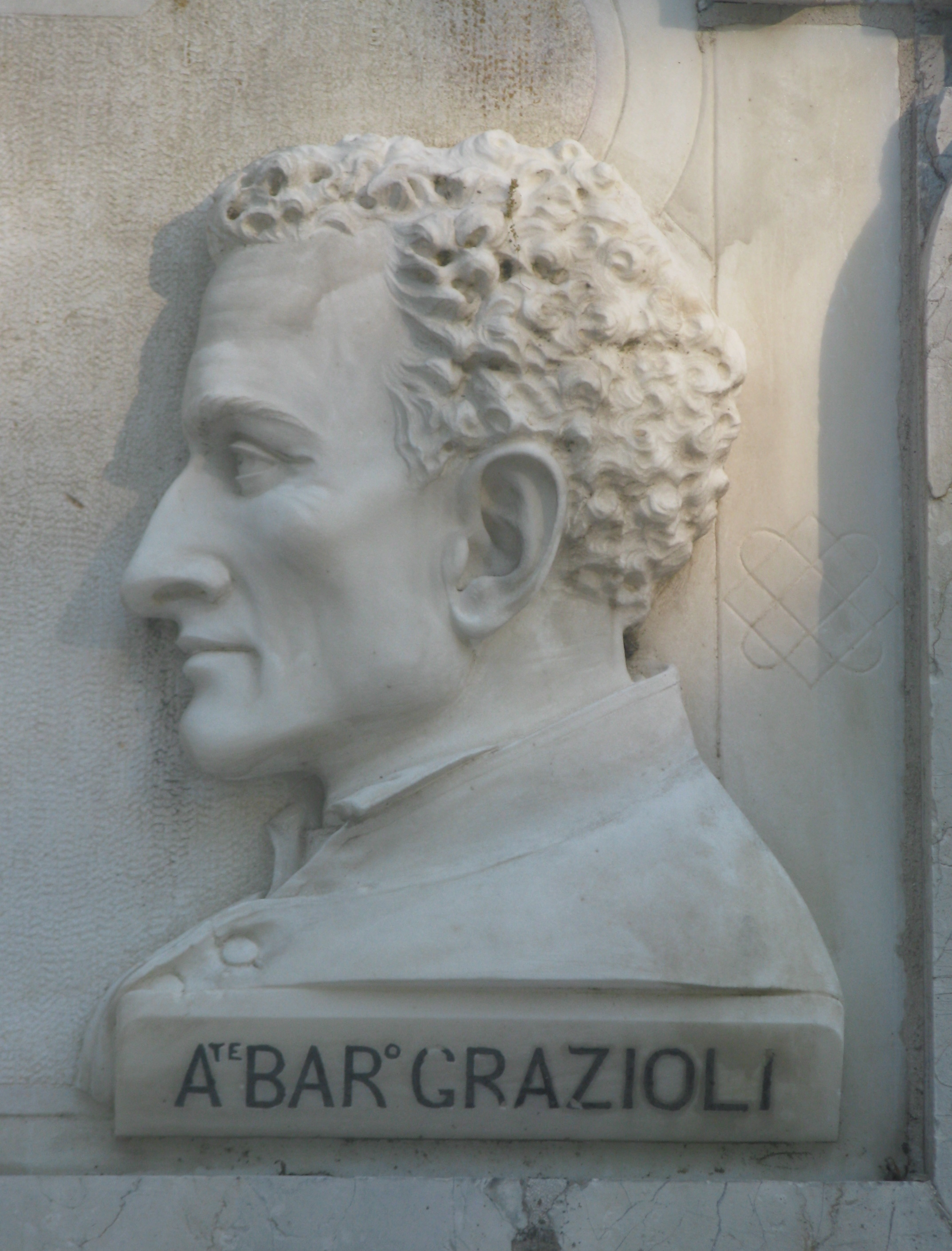
Don Bartolomeo Grazioli
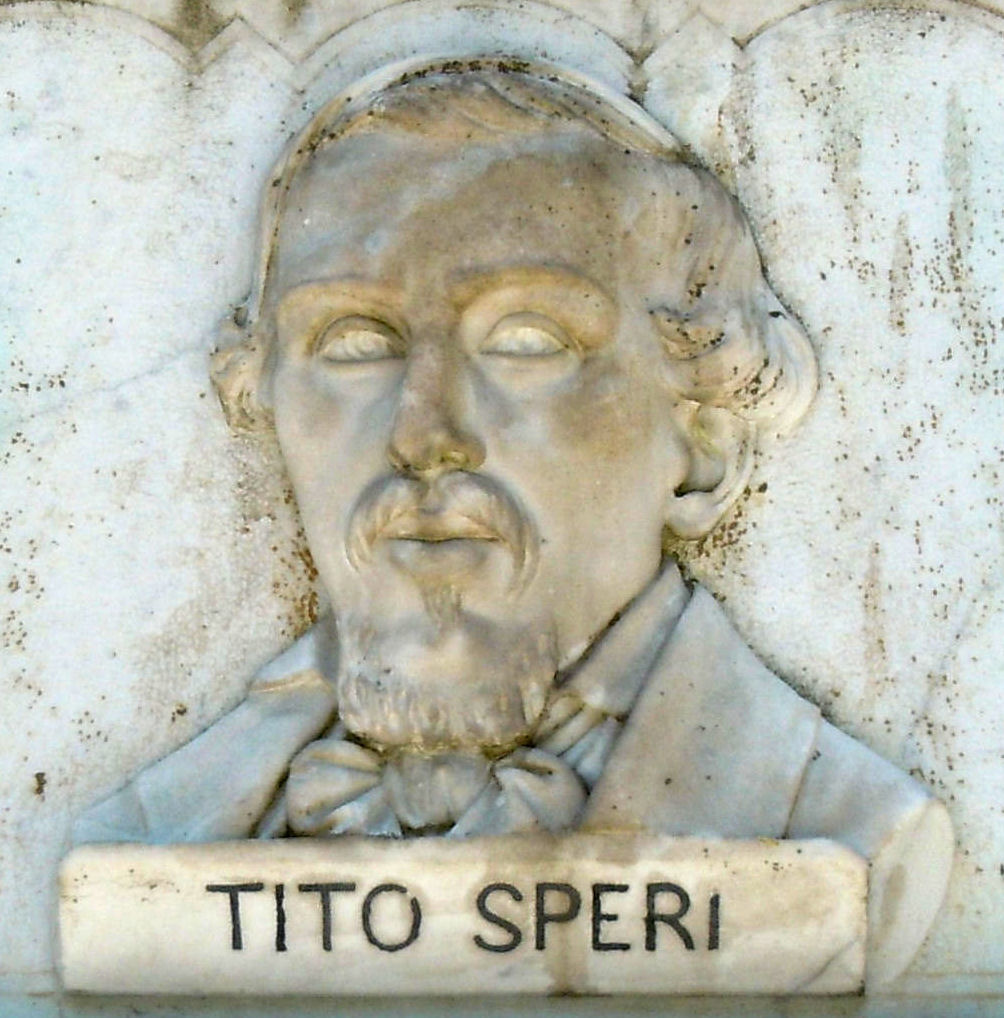
Tito Speri
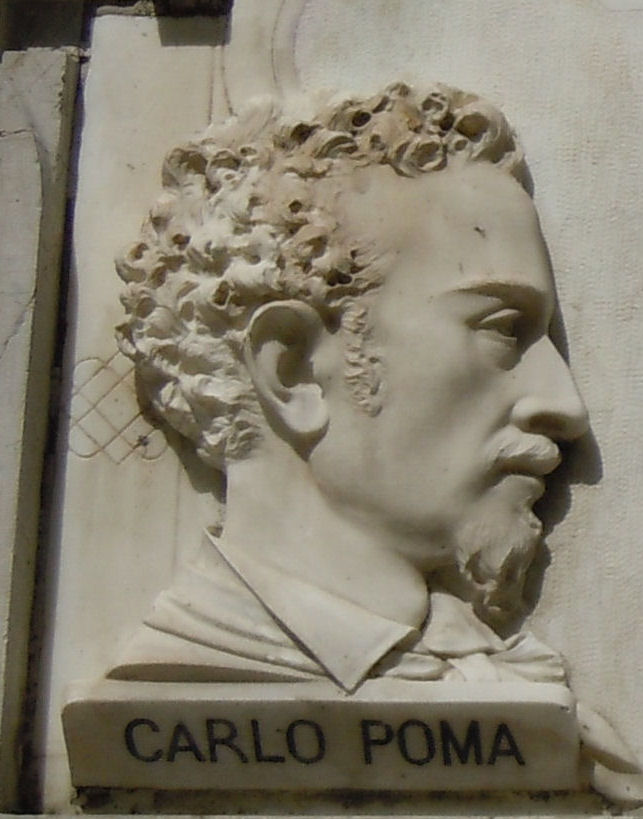
Carlo Poma
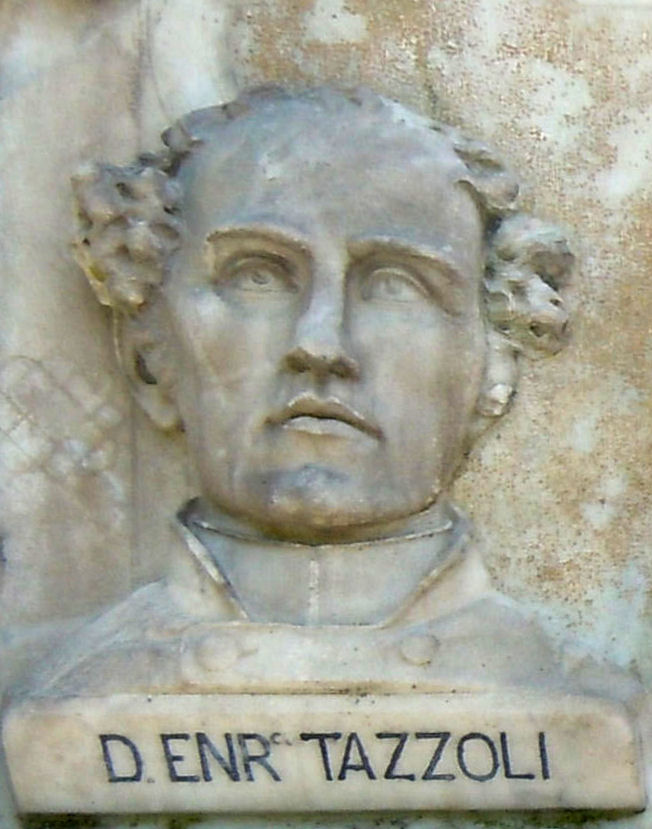
Don Enrico Tazzoli
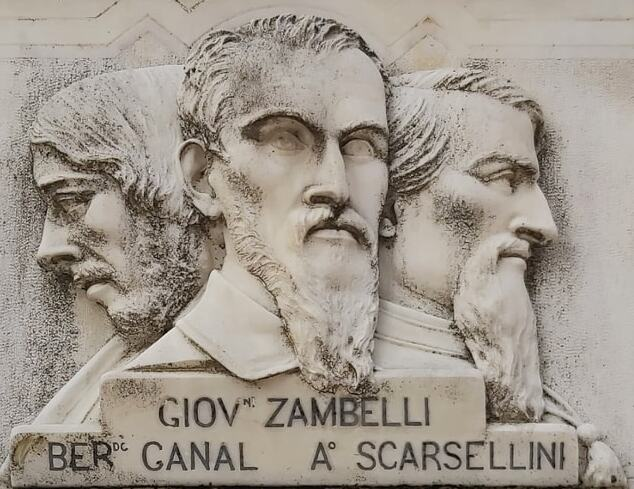
Zambelli, Canal e Scarsellini